# 蔡丕杰
蔡丕杰（1913年—1989年）男，福建厦门人，中国英美文学研究家，曾任厦门大学外文系教授。

## 家庭
儿子蔡望怀，曾任厦门市人民政府副市长，厦门市政协主席。